# 柯盈縣
柯盈縣是唐代播州所屬的一個縣，貞觀九年（《新唐書》作元年），分置，屬郎州，十一年省，十三年復置，十四年改名帶水縣。。在今綏陽縣。